# Chin Chiu-Yueh
Chin Chiu-Yueh (1 de febrero de 1968) es una deportista taiwanesa que compitió en tiro con arco, en la modalidad de arco compuesto. Ganó una medalla de plata en el Campeonato Mundial de Tiro con Arco en Sala de 1991, en la prueba individual.

## Palmarés internacional
| Campeonato Mundial en Sala | Campeonato Mundial en Sala | Campeonato Mundial en Sala | Campeonato Mundial en Sala |
| Año                        | Lugar                      | Medalla                    | Prueba                     |
| -------------------------- | -------------------------- | -------------------------- | -------------------------- |
| 1991                       | Oulu (Finlandia)           | Medalla de plata           | Individual                 |